# Aleksej Korneev
Aleksej Aleksandrovič Korneev (in russo Алексей Александрович Корнеев?; Mosca, 6 febbraio 1939 – Mosca, 14 dicembre 2004) è stato un calciatore sovietico, di ruolo centrocampista.

## Carriera
Con lo Spartak Mosca vinse il campionato sovietico nel 1962 e la Coppa dell'Unione Sovietica nel 1963 e nel 1965.